# Trump World Tower
Der Trump World Tower ist ein rund 262 Meter hoher Wolkenkratzer in New York City. Er befindet sich an der United Nations Plaza an der First Avenue zwischen 47th und 48th Street in Manhattan. Er wurde 2001 fertiggestellt und ist zu unterscheiden vom bereits 1983 errichteten Trump Tower an der Fifth Avenue.

## Beschreibung

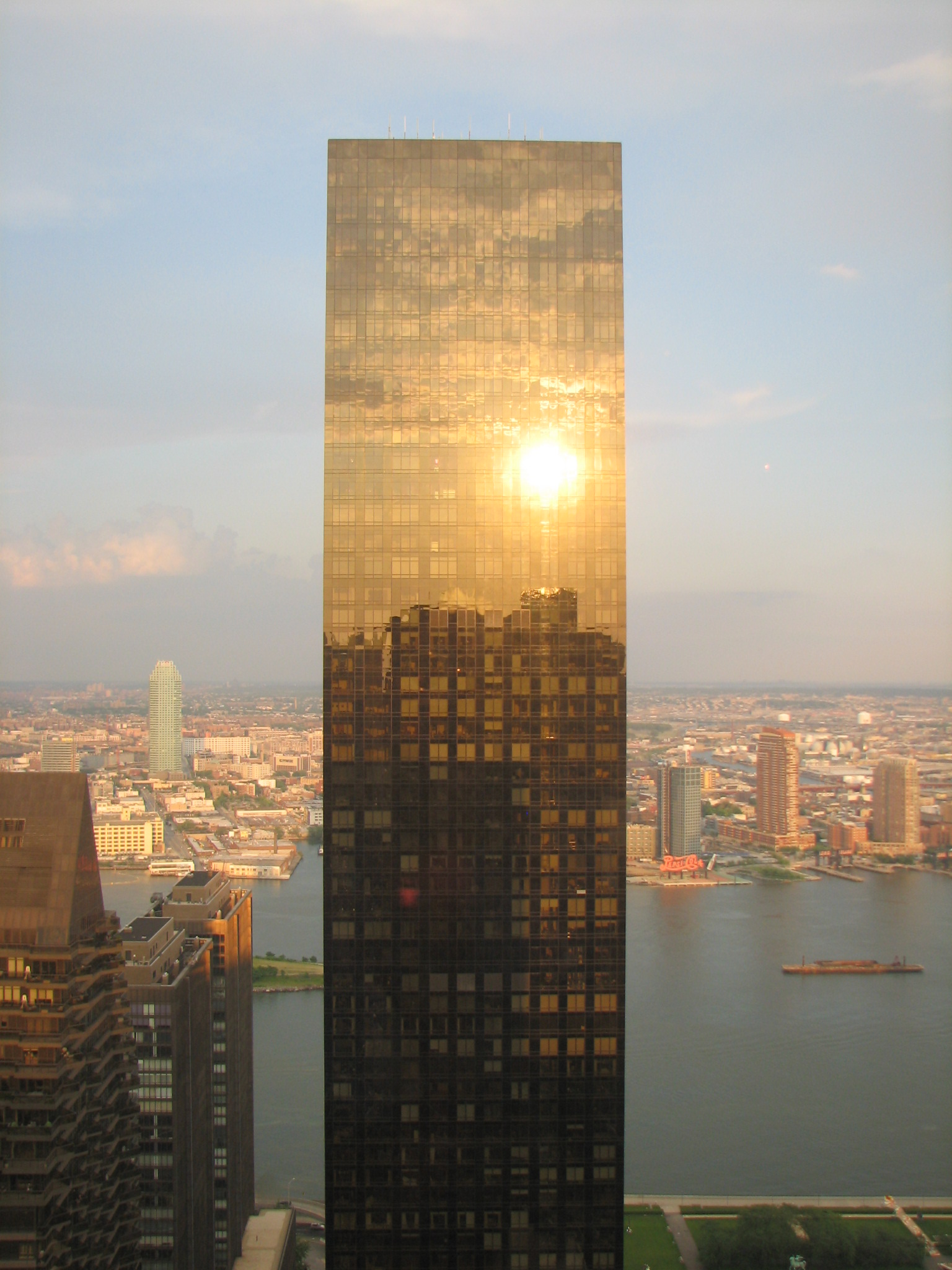
Der Trump World Tower am Abend von der Sonne beschienen, dahinter der Stadtbezirk Queens

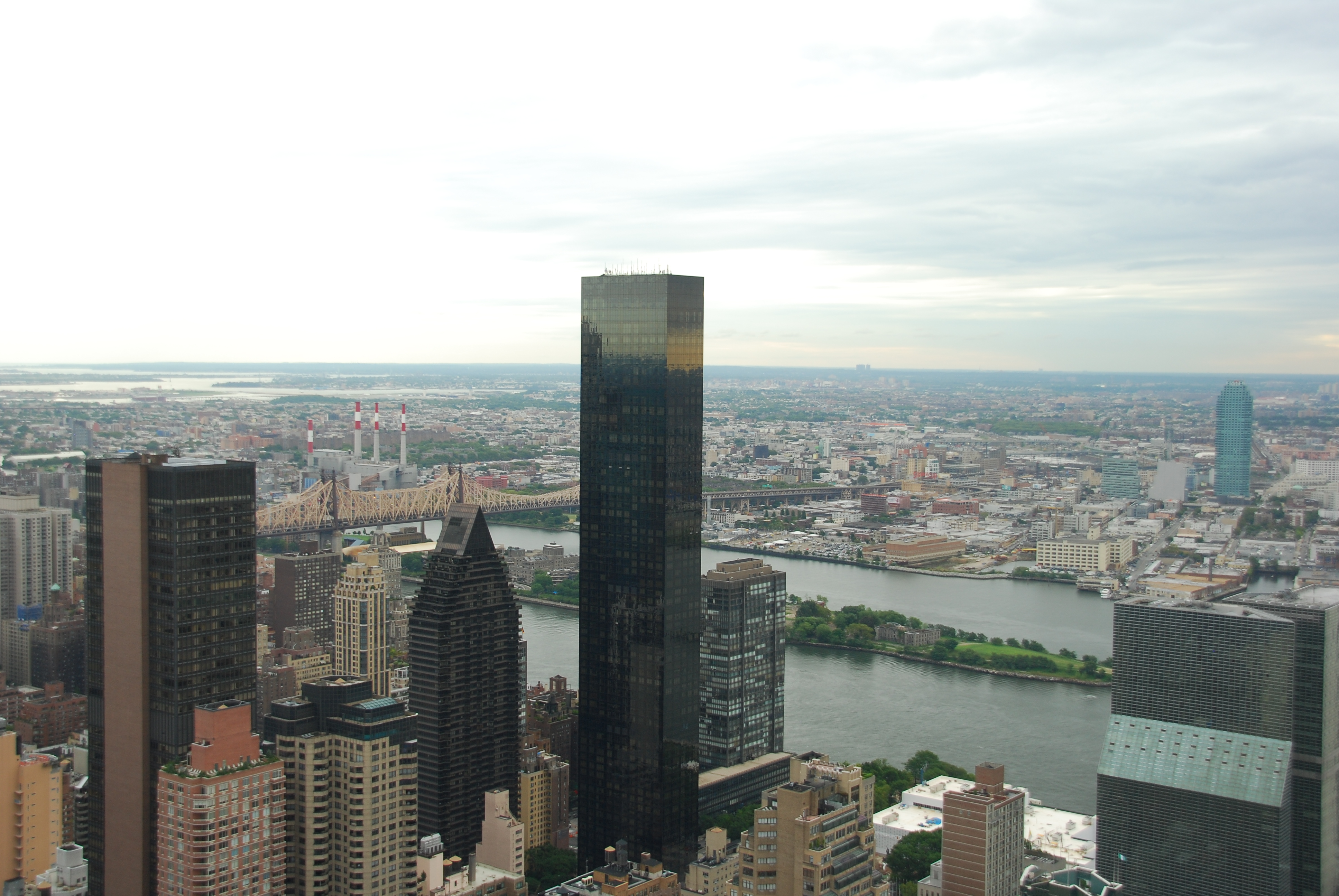
Das Gebäude vor dem East River

Der Trump World Tower war von 2001 bis 2011 das höchste Wohngebäude in New York City und den Vereinigten Staaten. Im Jahr 2011 musste er diesen Status an den Wolkenkratzer 8 Spruce Street in Lower Manhattan abgeben, welcher 267 Meter hoch ist und über 76 Geschosse verfügt. Mit Stand Dezember 2023 ist er mittlerweile das 16-höchste Wohngebäude der Stadt.
Investor des Wolkenkratzers ist Donald Trump. Die Bauarbeiten wurden 1999 begonnen und im Jahre 2001 beendet. Der Architekt des Gebäudes ist der Grieche Costas Kondylis. Die oberen zwei Stockwerke des 72-stöckigen Turms standen für 58 Millionen US-Dollar zum Verkauf. Aus Marketinggründen wird die Anzahl der Etagen an den Fahrstühlen mit 90, statt der tatsächlichen 72 angegeben. Im obersten Stockwerk befindet sich jedoch keine Wohnung, sondern das Büro des Hausmeisters.
Aufgrund des Baurechts in Manhattan war es zulässig, den Nachbarn das Recht, in die Höhe zu bauen, abzukaufen („Luftrechtehandel“) und diese Höhenmeter dem eigenen Gebäude zuzuschlagen. Trump legte auch Grünflächen an, die ihm ebenfalls erlaubten, höher zu bauen. Nach dem von Trump geprägten Begriff „free looking/high price“ könne er garantieren, dass seine Wohnungen einen optimalen Blick über die Skyline von Manhattan garantieren, da kein Nachbargebäude in Zukunft die Sicht durch eine höhere Bebauung einschränken werde. Donald Trump selber wohnt nicht im Trump World Tower, sondern hat eine eigene Wohnung in den obersten Stockwerken des Trump Towers. Berühmte Bewohner des Wolkenkratzers sind Sophia Loren und Cem Uzan.

## Kontroversen
Aufgrund seiner dominierenden Lage gegenüber dem UNO-Hauptquartier aus den 1950er Jahren prozessierten Anwohner und Diplomaten lange gegen die Errichtung des Gebäudes.